# Ilja Saluzki
Ilja „Perfecto“ Saluzki (russisch Илья Залуцкий; * 24. November 1999) ist ein russischer E-Sportler in der Disziplin Counter-Strike: Global Offensive, welcher derzeit für Virtus.pro spielt.

## Karriere
Saluzki begann seine Karriere im Mai 2017 beim Team Atlants Gaming, für welches er hauptsächlich bei Qualifikationsturnieren spielte.
Im Oktober 2018 wechselte er zu Syman Gaming. Mit seinem neuen Team spielte er mit dem StarLadder Berlin Major 2019 erstmals ein Major-Turnier. Im Januar 2020 schloss er sich der ukrainischen Organisation Natus Vincere an. In diesem Jahr gewann er mit der Intel Extreme Masters XIV - World Championship sein erstes großes internationales Event. Überdies erzielte er einen Sieg bei der WePlay! Clutch Island und einen zweiten Platz bei der ICE Challenge 2020, der ESL Pro League Season 12: Europe und der Intel Extreme Masters XV - Beijing Online: Europe. Außerdem erreichte er Top 4 Platzierungen bei der ESL Pro League Season 11: Europe, der DreamHack Masters Spring 2020: Europe, der Blast Premier: Spring 2020 European Finals, der Intel Extreme Masters XV - New York Online: CIS, der Blast Premier: Fall 2020 und der Intel Extreme Masters XV - Global Challenge.
2021 siegte Saluzki bei dem Blast Premier: Global Final 2020, der DreamHack Masters Spring 2021, dem StarLadder CIS RMR 2021, der Intel Extreme Masters XVI - Cologne, der ESL Pro League Season 14, dem Blast Premier: Fall Finals 2021 und dem Blast Premier: World Final 2021. Außerdem erzielte er den zweiten Platz bei den Blast Premier: Spring Finals 2021 und der Intel Extreme Masters XVI - Fall: CIS. Mit einem 2:0-Sieg im Finale des PGL Major Stockholm 2021 gegen G2 Esports konnte er seinen ersten Major-Titel gewinnen. Durch diese Teamerfolge gewann er  die dritte Ausgabe des Intel Grand Slams und sein Team wurde von HLTV als das beste Team des Jahres ausgezeichnet.
2022 erzielte er bei der Intel Extreme Masters XVI - Katowice den 3.–4. Platz.